# روغن

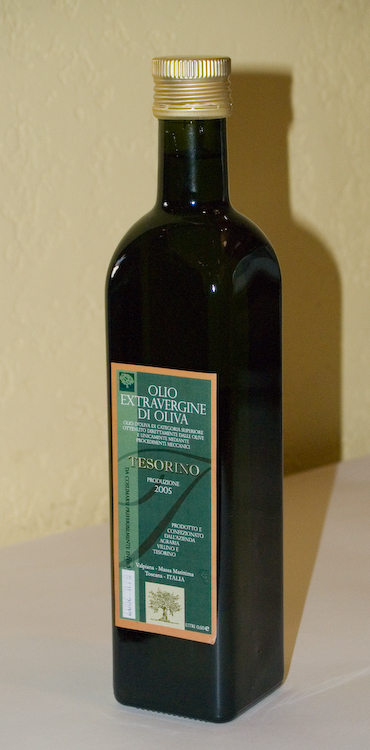
روغن زیتون طبیعی

روغَن دسته‌ای از مایعات است که با آب مخلوط نمی‌شوند و به دلیل آن که چگالی آن‌ها کمتر از آب است، روی آب شناور می‌مانند. اصولاً روغن به چربی گفته می‌شود که در دمای اتاق معمولاً به حالت مایع می‌باشد به جز روغن نباتی و روغن حیوانی.
روغن‌ها هم همچون چربی‌ها متشکل از تری گلیسرید، مونوگلیسرید و مقداری هم دی گلیسرید می‌باشند. از آنجا که روغن حاوی مقدار زیادی چربی غیراشباع است، در دمای اتاق مایع می‌باشد. روغن‌ها انواع مختلف دارند. می‌توانند صنعتی بوده یا برای مصارف خوراکی مورد استفاده قرار گیرند. از روغن استفاده متعددی می‌شود. روغن پالم یکی از محصولات صنعتی کشورهای پیشرفته است.

## روغن‌های خوراکی
روغن‌های خوراکی را معمولاً از چربی‌های نباتی یا حیوانی به دست می‌آورند. چربی‌های نباتی در دمای اتاق مایعند. این نوع روغن‌ها را اغلب از گیاهان، مغز میوه، دانه گیاه و… تهیه می‌کنند. البته اغلب چربی‌های حیوانی در دمای اتاق به حالت جامدند و بنابراین نمی‌توان آن‌ها را جزو روغن به حساب آورد. اما برخی جانوران از جمله ماهی، وال و برخی از حیواناتی که در آب و هوای سرد زندگی می‌کنند، چربی بدنشان به حالت روغن مایع می‌باشد.
معمولاً از روغن برای سرخ کردن و پختن غذا استفاده می‌شود. گاهی به منظور نگهداری از مواد غذایی هم به آن‌ها روغن می‌زنند.

## فواید و مضرات روغن
روغن‌های خوراکی، درست است که به طور کامل مضر نیستند و مصرف مناسب آن‌ها می‌تواند به بهبود وضعیت سلامت کمک کند. مصرف روغن‌های خوراکی مناسب می‌تواند در رشد سلول‌ها، بهبود عملکرد قلب و عروق، جذب مواد مغذی مؤثر، تقویت سیستم ایمنی بدن، و بهبود سلامت مغز و اعصاب کمک کند.
در واقعیت، برای جذب مواد مغذی مبتنی بر چربی‌ها مانند ویتامین‌های A، D، E و K و بتاکاروتن‌ها، بدن انسان به مصرف روغن نیاز دارد. بنابراین، انتخاب بهترین روغن‌های خوراکی برای برآورده کردن نیازهای بدن، برای متخصصان تغذیه بسیار مهم است.
با این حال، باید توجه داشت که مصرف بیش از حد روغن‌های خوراکی می‌تواند ضررهای جبران‌ناپذیری بر روی سلامتی داشته باشد. متخصصان تغذیه توصیه می‌کنند که افراد بالای 30 سال حداکثر روزانه 4 قاشق چای‌خوری روغن مصرف کنند و تا حد ممکن از مصرف روغن‌های جامد و حیوانی خودداری کنند. اما باید توجه داشت که این میزان مصرفی که شما اشاره کردید، میزانی است که همه خانواده‌ها در ایران رعایت نمی‌کنند و بهتر است با توجه به وضعیت سلامت و نیازهای شخصی خود، با پزشک یا متخصص تغذیه مشورت کنید.

## 3 تا از بهترین روغن‌های خوراکی
روغن‌های خوراکی بسیاری وجود دارند که می‌توانند بهبود سلامتی شما را تحت تأثیر قرار دهند. در ادامه به برخی از بهترین روغن‌های خوراکی برای بهبود سلامتی اشاره می‌کنیم:
1. روغن زیتون؛
2. روغن کنجد؛
3. روغن آووکادو؛

## روغن گردو
روغن گردو از گردوی انگلیسی (همچنین گردوی فارسی) استخراج می‌شود.
هر ۱۰۰ گرم روغن گردو حدود ۳/۶۳ گرم اسید چرب غیر اشباع ۸/۲۲ گرم چربی غیر اشباع۱/۹ گرم چربی اشباع تولید می‌کند.
این روغن کلسترول ندارد. این روغن حدود دارای ۲/۲۲٪ اسید چرب اشباع اولئیک اسید
اسید چرب امگا ۶ ۴/۱۰٪ آلفا لینولنیک اسید که نیاز بدن به اسید چرب امگا۳ را تأمین می‌کند.
دیگر اسیدهای چرب غیر اشباع ضروری برای بدن انسان است.

### موارد استفاده در آشپزی
روغن گردو یک روغن خوراکی است و معمولاً به مقدار کمتری از دیگر روغن‌ها در فراوری و آماده‌سازی غذاها از آن استفاده می‌شود که این اغلب به دلیل بالا بودن قیمت ان است. این روغن دارای رنگ روشنی است و همچنین دارای عطر طعم خوبی و آجیل مانندی است اگرچه ممکن است در برخی از رستوران‌های گران‌قیمت سر آشپزها از این روغن برای سرخ کردن در تابه استفاده کنند.
اما باید توجه داشت که این روغن در درجه حرارت‌های بالا کاهش عطر و طعم را خواهد داشت و از ارزش غذایی آن کاسته خواهد شد و همچنین کمی مزهٔ تلخ در آن ایجاد خواهد شد. به علاوه پخت‌وپز سریع با این روغن موجب از بین رفتن خاصیت آنتی‌اکسیدانی این روغن می‌شود.
روغن گردو در مواردهایی مانند سس سالاد و غذاهای سرد دارای بالاترین ارزش غذایی و ایجاد عطر و طعم خاص و آشنای گردو است و این مهم‌ترین مزیت آن است.
اکثراً در فرانسه روغن گردو تولید می‌شود هر چند که در استرالیا و نیوزیلند و کالیفرنیا هم موجود است.

### موارد استفاده در هنر
روغن گردو یکی از مهم‌ترین روغن‌های مورد استفاده نقاشان دوره رنسانس بود.
آن زمان خشک شدن سریع و عدم وجود رنگ زرد روغن گردو را به عنوان یک روغن خوب و پاک‌کنندهٔ برس تبدیل کرده بود. با این حال برخی میزان مرغوبیت روغن گردو را کمتر از روغن برزک می‌دانند.
در مقیاس تجاری روغن گردو به سختی پیدا می‌شود و اغلب تقاضای آن کم است.
در هنگام ذخیره‌سازی به منظور تصفیه در ظروف گرم و بدون تهویه مناسب سریع فاسد می‌شود.
به جای روغن گردو بسیاری از هنرمندان یا فروشندگان رو غن بذر کتان روغن دانه خشخاش و روغن گلرنگ را به عنوان جایگزین به فروش می‌رسد.
به تازگی مشکل ترشیدگی و فساد این روغن با تصفیه رنگ تجاری روغن گردو درحالت قلیایی برای مصارف نقاشی و صنعتی است.
در برخی از وسایل و ابزارهای آشپزخانه یا خانگی روغن گردو به عنوان روکش در تماس با مواد غذایی استفاده می‌شود مانند تخته گوشت باکاسه‌های چوبی.
افرادی که روغن موم را مخلوط و با بررسی آن را فرموله می‌کنند برای روکش چوب زیرا روغن گردو روغن خوراکی است و در برابر اکسیداسیون مقاوم است.
در کل این روغن ۱۰ درصد و نسبت مخلوطی از۳/۲ روغن و ۳/۲ موم فرموله شده برای روکش استفاده می‌شود.

## روغن خردل
روغن خردل که برای ۳نوع روغن مختلف استفاده می‌شود از دانه‌های روغنی خردل تولید شده‌است:
- روغن چرب حاصله از فشار دادن دانه‌ها
- اسانس حاصل از سنگ زنی دانه‌ها و ترکیب کردن آن‌ها با آب و استخراج و در نتیجه تولید یک روغن فرار توسط عملیات تقطیر.
- روغن ساخته شده توسط تزریق عصاره دانه خردل به یکی از روغن‌های گیاهی مثل روغن سویا

تندی روغن خردل به دلیل حضور isothiocynate allyl که فعال‌کننده بخش TRPV۱ است.

### روغن خالص
این روغن دارای طعم تند است. از ویژگی‌های تمام گیاهان خردل که از خانوادهٔ شب بو هستند به عنوان مثال کلم، گل کلم، شلغم، تربچه، ترب کوهی یا وسبی. این است که اغلب برای پخت پز در شمال هند، شرق هند، نپال، بنگلادش و پاکستان استفاده می‌شود.
در بنگال، اورسیا، آسام و نپال این روغن به‌طور سنتی برای پخت‌وپز استفاده می‌شود.
حدود ۳۰٪ از دانه‌های خردل را این روغن تشکیل می‌دهد. این روغن را می‌توان هم از خردل سیاه و هم خردل سفید (brassica نیگرا) و خردل هندی قهوه ایی (juncca کلزا) و خردل سفید(hirta کلزا) تولید کرد.
عطر و عطم تند از ویژگی‌های بارز این روغن به دلیل وجود (آلیل ایزو تیوسینات) است.
در حدود ۶۰٪ از اسیدهای چرب اشباع(۴۲٪ اروسنیک اسید و ۱۲٪ اولئیک است) است و تا حدود ۲۱٪ چربی‌های اشباع شده اش شامل (۶٪ امگا ۳ آلفالینولئیک اسید و ۱۵٪ امگا۶ لینولئیک اسید) است و حدود ۱۲٪ چربی‌های اشباع دارد.
دانهٔ خردل مثل همهٔ دانه‌ها از خانواده پراسیکا، از جمله کانولا (کلزا) و شلغم، دارای سطوح بالایی از امگا۳(حدود۱۱–۶٪) و یک منبع ارزان تولید انبوه مشترک گیاهی (به خصوص گیاهخواران) اسیدهای چرب امگا ۳ (در رژیم غذایی هند و دریای مدیترانه) باشد.
روغن تخم کتان (برزک) دارای ۵۵٪ امگای ۳ گیاهی است اما رایج نیست به عنوان یک گزینهٔ مورد استفاده در پخت‌وپز.
روغن سویا دارای ۶٪ امگا ۳ است اما بیش از ۵۰٪ آن امگا ۶ است؛ که در حال رقابت با کارایی امگا ۳ است.
بقیهٔ روغن‌ها به جز کلزا و خردل ار دیگر منابع مشترک گیاهی به علت وجود امگا۳ در رژیم غذایی غربی و هندی است. به خصوص زمانی‌که امگا۶ کم مصرف می‌شود، بدن انسان می‌تواند امگا۳ گیاهی را به امگا ۳ حاصل از خوردن ماهی یعنی ایکوزاپنتانوئیک اسید تبدیل کند و در مقدار محدود به عنوان یک منبع مفید برای گیاهخواران باشد.
در هندوستان قبلاً برای پخت‌وپز استفاده می‌شود اما در حال حاضر برای سیگار کشیدن و روشن کردن سیگار استفاده می‌شود. با این حال لازم است ذکر شود که حرارت‌های بالا موجب آسیب رساندن به امگا ۳ موجود در روغن و کاهش نقش منحصر به فرد آن می‌شود.
روغن خردل اغلب به عنوان یک روغن برای ماساژ بدن توسط ماساژورها انتخاب می‌شود و تصور می‌شود که برای کاهش خشکی پوست و بهبود گردش خون، توسعه عضلانی و بافت پوست از این روغن استفاده می‌شود و همچنین دیگر خصوصیت مفید این روغن ضد باکتریایی و دفع‌کنندهٔ حشرات بودن است.

### اثرات و مزایای روغن خردل بر سلامتی
اثرات اروسیک اسید موجود در روغن‌های خوراکی به روی سلامت انسان‌ها مورد بحث و بررسی است. با این حال تاکنون هیچ اثر منفی برای سلامت انسان‌ها یافت نشده‌است.
مخلوط به نسبت ۴ به ۱ از اروسیک اسید و اولئیک است موجب تولید روغن لورنزو می‌شود که مورد استفاده در درمان فوروبیولوژیک اختلال نادر adrenoleukodystrophy است.
روغن خردل تنها دریک مورد نامناسب برای مصرف گزارش شده‌است برای انسان در ایالات متحده، کانادا، اتحادیه اروپا و آن هم به دلیل محتوای بالای اروسیک اسید است. به دلیل برخی آزمایش‌های انجام شده در مراحل اولیه بر روی موش‌های صحرایی بوده‌است.
در مطالعات بعدی بر روی موش‌ها مشاهده شد که موش‌ها کمتر قادر به هضم چربی‌های گیاهی (چه دارای اروسیک اسید چه بدون آن) از انسان و خوک هستند. در مطالعات نشان می‌دهد که فعال‌سازی نا کارآمد اروسیک اسید به فرم کوآاروسیک و سطح پایین از فعالیت لیپازی تری گلیسیرید و آنزیم‌های بتا اکسیداسیون اروسیک اسید احتمالاً به تجمع چربی‌های قلبی کمک می‌کند. قبل از این فرایند به‌طور کامل درک شده بود و موجب به باور این قضیه شد که اروسیک اسید و روغن خردل هردو برای انسان بسیار سمی بودند.
مطالعات اپیدییولوژیک نشان می‌دهد که در مناطقی که روغن خردل هنوز به روش سنتی استفاده می‌شود، روغن خردل ممکن است برخی از حفاظت در برابر بیماری‌های قلبی و عروقی را موجب شود. در این مفهوم «سنتی» به آن معنی است که روغن تازه‌است که روغن تازه استفاده می‌شود و چربی‌های گیاهی به تعداد کمی به عنوان یک درصد کمی از کالری مصرفی کل است. این که آیا این اثر با توجه به ماهیت آروسیک به‌طور خود به خودی باعث می‌شود از میزان چسبندگی پلاکت خون کاسته شود ویا به علت درصد بالایی از آلفا لینولنیک اسید ویا به ترکیبی از خواص روغن تازه آفتابگردان تصفیه شده‌است. این واقعیت که بیماری عروق کردند بدون علامت اولیه در گروه‌های مختلف و گونه‌های مختلف روغن خردل وجود ندارند؛ و این فرضیه که روغن خردل موجب اضافه وزن می‌شود است. استفاده از روغن خردل در جوامع سنتی برای ماساژ نوزاد استفاده می‌شود اما در مطالعه ایی به عنوان اثرات آسیب‌پذیری و نفوذپذیری پوست شناخته شده‌است. مطالعات دیگر بر روی نمونه‌های بزرگترشان داده‌اند که ماساژ با روغن خردل موجب بهبود وزن و میانگین قد نوزاد در مقایسه با نوزادان بدون ماساژ می‌شود. البته روغن کنجد گزینهٔ بهتری برای این استفاده‌است.

### اطلاعات غذایی
با توجه به USDA ۱قاشق غذاخوری روغن خردل شامل:
۱)۱۲۹٪ کالری ۲)۱۴٪ چربی ۳)۰٪کربوهیدرات ۴)۰٪لیپید ۵)۰٪پروتین

### راهکار
نمک خردل را می‌توان از طریق زیر تهیه کرد خردل و نمک و فلفل و دانه‌های خردل با آب مخلوط می‌کنیم و سپس با سرکه یا مایع دیگر مخلوط کرده.
تحت این شرایط یک واکنش شیمیایی بین آنزیم myrosinasc و گلوکزینولات شناخته شده به عنوان sinigrin از دانه‌های خردل سیاه و سفید (برسیکا نیگرا) یا خردل قهوه‌ای (جوسیا کلزا) که موجب تولید آسیل ایزو تیو سینات می‌شود.
توسط تقطیر می‌توان اسانس بسیار تیز مزه تولید کرد. گاهی روغن فرار خردل هم نامیده می‌شود که حاوی ۹۲٪ تیوسیانات است که منشأ مزهٔ تند است که با توجه به فعال شدن قسمت TRPV۱ در نورون‌های حسی حس می‌شود. ایزوتیوسیانات در گیاه به عنوان یک دفاع در برابر گیاهخواران عمل می‌کند.
از آنجایی که isthiocyarate ahyl موجود این نوع روغن خردل سمی است و موجب تحریک پوست و غشاهای مخاطی می‌شود.
در مقادیر بسیار ناچیز که اغلب توسط صنایع غذایی برای بهبود طعم استفاده می‌شود. در شمال ایتالیا به عنوان مثال آن را در نمک و فلفل و میوه‌ای به نام mostarda استفاده می‌شود.
این نیز برای دفع سگ‌ها و گربه‌ها استفاده می‌شود. آن را نیز به الکل طبیعی می‌زنند برای تغییر در ماهیت چیزی این برای مصرف انسانی نامناسب و مضر است.
شماره CAS: ۷–۴۰–۸۰۰۷ است و شماره CAS برای آلیل ایزو تیوسینات ۵۷–۵۶–۷ است.

## روغن آووکادو
روغن آووکادو نوعی روغن خوراکی فشرده از میوه‌ای آمریکایی به نام آووکادو است.
به عنوان یک ماده اولیه در پخت‌وپز در غذاها استفاده می‌شود و همچنین برای روغن کاری در محصولات آرایشی برای ایجاد خاصیت مرطوب‌کنندگی مورد استفاده قرار می‌گیرد.
این روغن چه در حالت تصفیه نشده و به خصوص در حالت تصفیه شده معمولاً دارای نقطه دود بالایی است. نقطه دود در حالت تصفیه نشده برابرست با ۴۸۲ درجه فارنهایت
یا ۲۵۰ درجه سانتیگراد و دود روغن تصفیه شده می‌تواند از این مقدار یعنی ۴۸۲ درجه فارنهایت یا ۲۵۰ درجه سانتیگراد پایین‌تر هم بیاید.

### موارد استفاده
1. روغن آووکادو به عنوان حامل خوبی برای دیگر طعم دهنده‌ها یا تر کیبات آروماتیک عمل می‌کند.
2. این روغن دارای درصد بالایی اسید چرب اشباع و ویتامین E است.
3. همچنین این روغن میزان جذب کاروتنوئیدها و سایر مواد مغذی را افزایش می‌دهد.
4. از آنجایی که آووکادو به صورت سالیانه و منحصراً در استرالیا و نیوزیلند

برداشت می‌شود در فصل‌هایی که آووکادو موجود نیست بر روی روغن زیتون و فراورده‌های آن کار می‌شود تا فصل برداشن آووکادو از راه برسد.
۵)روغن آووکادو یک روغن بکر بوده و هست این روغن همچنین به منظور استفاده در لوازم آرایشی نیز استخراج می‌شود زیرا جذب پوستی بالایی دارد و سریعاً جذب پوست می‌شود.
۶)خشک کردن بخش گوشتی آووکادو تا آنجایی که امکان داشته باشد ادامه می‌یابد لازم است ذکر شود که میزان آب در قسمت گوشتی این میوه ۶۵٪ است.
روغن آووکادو به صورت سنتی و با استفاده از حلال در دماهای بالا استخراج می‌شود.

### خواص
روغن خام از نوع هاس آووکادو دارای میزان عطر و طعم خاص و شخصی است ونیز دارای میزان اسید چرب اشباع شده و نقطه دود بالایی است(۲۸۲F یا ۲۵۰<)
که این روغن را دارای خاصیت خوبی برای سرخ کردن می‌کند.
روغن سرد فشرده شده هاس رنگ زمرد سبز درخشانی دارد زمانی که استخراج می‌شود که این رنگ به علت سطوح بالایی کلروفیل و کاروتنوئید موجود در روغن استخراج شده‌است.
روغن سرد فشرده شده آووکادو به علت داشتن طعم و عطر شبیه طعم کره /قارچ توصیف شده‌است. در واریته‌های دیگر ممکن است عطر و طعم‌های متفاوتی با میزان طعم قارچ بیشتر و عطر کمتر باشد.
همچنین در مقایسه با روغن زیتون برای پخت پز دارای خواص مهمتری است.
دارای یک مقطع چربی اشباع نشده مشابه‌است که کمک می‌کند تا روغن حفاظت شود در برابر اکسیداسیون در حین پختن.
روغن آووکادو به‌طور طبیعی دارای خاصیت کمی اسیدی است که این خاصیت به افزایش نقطه دودش کمک می‌کند.
روغن آووکادوی خام که با رنگ زمرد سبز (از آووکادوی دارای کلروفیل) با خیال راحت می‌تواند حرارت داده شود تا درجه حرارت ۳۷۵ درجه فارنهایت یا ۱۲۱ درجه سانتیگراد و شبیه روغن زیتون با کیفیت بالا است.
روغن تصفیه شدهٔ آووکادو با نقطه دود بالاتر از ۵۰۰ درجه فارنهایت می‌تواند تا با اطمینان بیشتری تا هر درجه حرارتی در پخت پزها/ سرخ کردن زیاد / کباب کردن/خشک کردن و در روغن سرخ کردنی استفاده می‌شود.
روغن آووکادو نسبتاً روغن جدیدی در دنیای آشپزی است و اغلب در رابطه با نقطه دودش تصورات غلطی موجود است.
نکته قابل توجه این است که این روغن مانند سایر روغن‌ها این خاصیت را دارد که هرچه میزان تصفیه شدن اش بیشتر باشد نقطه دودش بیشتر است.
روغن خام آووکادو به میزان قابل توجهی نقطه دود بالایی نسبت به روغن زیتون دارد.
روغن آووکادو از معدود روغن‌های گاهی است که از دانه استخراج نمی‌شود و از قسمت گوشتی اطراف هستهٔ آووکادو حاصل می‌آید.

## روغن‌های گیاهی
روغن‌های نباتی (گیاهی) را از گیاهان یا دانهٔ آن‌ها استخراج می‌کنند. برخی روغن‌های گیاهی از جمله روغن دانه شلغم روغنی یا روغن پنبه دانه، بدون انجام عملیات مخصوص بر روی آنها، برای مصرف انسان مناسب نیستند.
روغن‌های نباتی همچون دیگر انواع چربی، از استرهای گلیسرین و همچنین از مخلوط انواع مختلف اسید چرب تشکیل یافته‌اند. این روغن‌ها در آب حل نمی‌شوند، اما در برخی حلال‌های آلی، محلول هستند.
منبع روغن گیاهی معمولاً روغن‌های نباتی رایج را از دانه گیاهان زیر به دست می‌آورند:
- پنبه
- شاهدانه
- خردل
- دانه شلغم روغنی
- کانولا (نوع خاصی شلغم روغنی که میزان مواد سمی آن را به حداقل رسانده‌اند)
- کنجد
- آفتاب‌گردان
- کاجیره یا زرتک
- دانه انگور
- بزرک یا کتان

## دیگر انواع روغن‌های گیاهی
- روغن بادام
- روغن آووکادو
- روغن ذرت
- روغن کرچک
- روغن پنبه‌دانه
- روغن نارگیل
- روغن فندق
- روغن زیتون
- روغن نخل (که از میوه درخت نخل روغنی به دست می‌آید)
- روغن بادام زمینی
- روغن کدو تنبل
- روغن برنج
- روغن دانه سویا
- روغن گردو
- روغن بزرک
- روغن گلرنگ
- روغن مغز پالم

از میان این روغن‌ها، اغلب افراد از روغن زیتون، روغن دانه آفتاب گردان و روغن نخل (که در دمای اتاق جامد است) برای تهیه غذاهای خود استفاده می‌نمایند.

## نقطه دود
روغن با نقطه دود بالا، یعنی روغنی که قبل از اینکه سطح آن تولید دود کند بتوان تا درجه بالایی حرارت داد.
وقتی روغن به نقطه دود می‌رسد، شروع به تولید کف می‌کند و ماده ای سمی به نام آکرولئین تولید می‌شود که چشم را می‌سوزاند.

### نقطه دود روغن‌های مختلف
(هرچه نقطه دود بالاتر باشد برای سرخ کردن مناسب تر است)
- روغن آفتابگردان ۲۴۶ درجه سانتیگراد
- روغن کانولا ۲۳۸ درجه سانتیگراد
- روغن ذرت ۲۳۶ درجه سانتیگراد
- روغن کنجد ۲۲۶ درجه سانتیگراد
- روغن زیتون ۱۹۰ درجه سانتیگراد

نقطه دود روغن مخصوص سرخ کردنی بالاست و به راحتی دود نمی‌کند. همچنین جذب کمتری به مواد غذایی داشته و موجب کاهش دریافت چربی می‌شود.

## معایب مصرف روغن‌های گیاهی
در گذشته از روغن‌های حیوانی برای تغذیه استفاده می‌شد؛ این روغن‌ها دارای مقدار زیادی اسیدهای چرب اشباع و کلسترول بودند و سبب ایجاد بیماری‌های مختلف قلبی و عروقی می‌شدند، به همین دلیل روغن‌های گیاهی جایگزین این روغن‌ها شدند اما زیاده روی در مصرف روغن‌های گیاهی نیز که امروزه مشکل تمامی جوامع است دارای مضرات قابل توجهی است. نسبت مناسب اسید چرب ۶امگا/۳امگا در بدن انسان ۳/۱ است در حالی که این نسبت در روغن‌های گیاهی به‌طور متوسط حدود ۱۵/۱ است و این یکی از مهم‌ترین عوامل ایجاد بیماری‌هایی است که امروزه در بین جوامع انسانی شیوع دارند، زیرا نسبت اسید چرب امگا- ۶ به امگا- ۳ امروزه در اثر مصرف زیاد روغن‌های گیاهی حاوی امگا-۶ چون روغن آفتابگردان و ذرت در رژیم غذایی انسان‌ها به حدود ۱۶/۱ رسیده‌است که سبب ایجاد بیماری‌های قلبی عروقی، سرطان‌ها به خصوص سرطان روده بزرگ و سینه و بیماری‌های مربوط به ضعف سیستم ایمنی بدن می-شود. در آزمایش‌های انجام گرفته نشان داده شده‌است، نسبت‌های بالای امگا-۳ به امگا -۶ (در اثر مصرف روغن بزرک و ماهی) سبب کاهش تکثیر سلول‌های سرطانی در بیماران مبتلا به سرطان روده بزرگ، سرطان سینه و کاهش بیماری [آسم و آرتریت] روماتوئید می‌شود (و از طرف دیگر افزایش میزان امگا-۳ رژیم غذایی، به وسیله دانه‌های روغنی کتان سبب کاهش قابل ملاحظه مرگ‌های ناگهانی حاصل از بیماری‌های قلبی و کاهش سکته‌های قلبی غیر کشنده می‌شود. همین‌طور در یک مطالعه انجام گرفته در زندان‌های بریتانیا با افزایش نسبت امگا-۳ به امگا-۶ در رژیم غذایی زندانیان، میزان خشونت این زندانیان ۳۷ درصد کاهش یافت
نسبت اسید چرب امگا-۳ به امگا-۶ در روغن‌های خوراکی مختلف عبارتند از
- روغن کانولا ۲
- روغن زیتون ۱۳
- روغن بزرک ۳/ ۰
- روغن ذرت ۴۶
- روغن هسته انگور ۴۵
- روغن پنبه دانه بسیار زیاد
- روغن سویا ۷
- روغن آفتابگردان بسیار زیاد
- روغن بادام زمینی بسیار زیاد

درحقیقت راه منطقی مبارزه با این مشکلات رفتن به سمت جایگزینی مصرف غذاهای آب‌پز به جای سرخ کردنی‌ها و مصرف زیاد غذاهای سرشار از امگا-۳ مانند انواع ماهی‌ها و غذاهای دریایی و روغن گیاه بزرک (کتان روغنی) یا حتی الامکان مصرف روغن کلزا که بدین لحاظ از سایر روغن‌ها متعادل‌تر است.

## آسیب‌های مصرف بیش از حد روغن
- افزایش وزن
- افزایش کلسترول خون و بروز بیماری‌های مرتبط با چربی مانند کبد چرب و چربی خون
- آسیب به سیستم قلبی-عروقی
- مشکلات گوارشی

## شیوه استخراج
روش جدید استخراج روغن از دانهٔ گیاهان، به طریق شیمیایی و با استفاده از حلال‌های خاصی می‌باشد. این روش، محصول بیشتری تولید می‌کند، با صرفه تر است و سریع تر هم انجام می‌پذیرد.
روشی دیگر برای استخراج روغن از دانه گیاهان، بدون استفاده از حلال صورت می‌گیرد و به استخراج فیزیکی معروف است. در این روش روغن را با روش‌های مکانیکی فشردن، استخراج می‌نمایند. از این روش معمولاً برای تهیه روغن‌های خوراکی استفاده می‌شود.
تمامی روغن‌ها به روش مکانیکی یا فشردن روغن‌گیری می‌شوند به جز روغن خراطین که شیوه‌ای متناسب با خودش را دارد.
تهیهٔ روغن خراطین به دو صورت (سنتی و صنعتی) انجام می‌شود. بدین صورت که برای تهیه به روش سنتی باید ابتدا کرم خاکی خشک شده یا پودر این کرم را تهیه کرد و سپس با استفاده از روغن زیتون یا کنجد اقدام به روغن‌گیری کرد. در روش صنعتی نیز روغن به صورت مستقیم از طریق دستگاه‌های روغن‌گیری از کرم خراطین (ایزینیا فتیدا) تهیه می‌شود.